# العين البيضاء الفرش (الخزازرة)
العين البيضاء الفرش هي إحدى مشيخات المملكة المغربية، تتبع جغرافيا لإقليم سطات وإداريًا لالخزازرة. يقدر عدد سكانها بـ 2002 نسمة حسب الإحصاء الرسمي للسكان والسكنى لسنة 2004.